# Calvin Kang Li Loong
Calvin Kang Li Loong (* 16. April 1990 in Singapur) ist ein singapurischer Leichtathlet, der sich auf den Sprint spezialisiert hat.

## Sportliche Laufbahn
Erste internationale Erfahrungen sammelte Timothee Calvin Kang Li Loong im Jahr 2006, als er bei den Juniorenweltmeisterschaften in Peking mit der 4-mal-100-Meter-Staffel mit 41,74 s im Vorlauf ausschied. Im Jahr darauf belegte er mit der Staffel bei den Asienmeisterschaften in Amman in 41,15 s den siebten Platz und 2008 erreichte er bei den Juniorenweltmeisterschaften in Bydgoszcz im 100-Meter-Lauf das Halbfinale und schied dort mit 10,75 s aus. Dank einer Wildcard durfte er anschließend an den Olympischen Spielen in Peking an den Start gehen und schied dort mit 10,73 s in der ersten Runde aus. Zudem erreichte er daraufhin bei den Commonwealth Youth Games in Pune das Halbfinale, in dem er mit 10,76 s ausschied. 2010 nahm er im 60-Meter-Lauf an den Hallenweltmeisterschaften in Doha teil, scheiterte dort aber mit 6,91 s in der Vorrunde. Im Oktober nahm er mit der Staffel an den Commonwealth Games in Neu-Delhi teil, erreichte dort mit 40,14 s aber nicht das Finale. Auch bei den anschließenden Asienspielen in Guangzhou gelangte er mit der Staffel nicht bis in das Finale und im 200-Meter-Lauf schied er mit 21,68 s in der ersten Runde aus.
2011 scheiterte er bei den Asienmeisterschaften in Kōbe mit 21,86 s im Vorlauf über 200 Meter und belegte mit der Staffel in 40,24 s den vierten Platz. Daraufhin nahm er mit der Staffel an der Sommer-Universiade in Shenzhen teil und erreichte dort in 40,44 s Rang vier und anschließend gewann er bei den Südostasienspielen in Palembang in 39,91 s die Silbermedaille hinter dem Team aus Indonesien und über 200 Meter wurde er in 21,95 s Siebter. Zwei Jahre später erreichte er bei den Studentenweltspielen in Kasan mit der Staffel in 40,27 s den sechsten Platz und anschließend erreichte er bei den Weltmeisterschaften in Moskau über 100 Meter die zweite Runde und schied dort mit 10,66 s aus. Bei den Südostasienspielen in Naypyidaw gewann er dann mit der Staffel in 39,79 s erneut die Silbermedaille, diesmal hinter der Mannschaft aus Thailand. 2014 belegte er bei den Hallenasienmeisterschaften in Hangzhou in 6,80 s den siebten Platz über 60 Meter und nahm anschließend erneut an den Hallenweltmeisterschaften in Sopot teil, bei denen er mit 6,75 s im Vorlauf ausschied. Bei den Commonwealth Games in Glasgow scheiterte er über 100 Meter mit 10,77 s in der ersten Runde und auch mit der Staffel reichten 40,05 s nicht für einen Finaleinzug. Daraufhin schied er bei den Asienspielen in Incheon mit 10,67 s in der Vorrunde aus und belegte mit der Staffel in 39,47 s den sechsten Platz. 
2015 belegte er bei den Südostasienspielen in Singapur in 10,47 s den vierten Platz über 100 Meter und gewann mit der Staffel mit neuem Landesrekord von 39,24 s zum dritten Mal in Folge die Silbermedaille. Im Jahr darauf erreichte er bei den Hallenasienmeisterschaften in Doha das Halbfinale über 60 Meter, in dem er mit 6,82 s ausschied. 2017 erreichte er dann bei den Asienmeisterschaften in Bhubaneswar über 100 Meter das Halbfinale und schied dort mit 10,61 s aus, während er mit der Staffel in 40,22 s auf Rang sechs landete. Anschließend wurde er bei den Südostasienspielen in Kuala Lumpur in 10,74 s Achter über 100 Meter und bei der Sommer-Universiade in Taipeh wurde er mit der Staffel im Vorlauf disqualifiziert. 

## Persönliche Bestleistungen
- 100 Meter: 10,47 s (0,0 m/s), 9. Juni 2015 in Singapur
  - 60 Meter (Halle): 6,75 s, 7. März 2014 in Sopot
- 200 Meter: 21,68 s (+1,0 m/s), 24. November 2010 in Guangzhou